# Canadian Music Hall of Fame
La Canadian Music Hall of Fame è una lista di persone ed artisti che sono stati onorati per il prestigio nel campo della musica in Canada. Gli artisti che annualmente vengono inseriti sono comunicati durante la cerimonia dei Juno Award.

## Lista artisti inclusi per anno
- 1978 - Guy Lombardo, Oscar Peterson
- 1979 - Hank Snow
- 1980 - Paul Anka
- 1981 - Joni Mitchell
- 1982 - Neil Young
- 1983 - Glenn Gould
- 1984 - The Crewcuts, The Diamonds, The Four Lads
- 1985 - Wilf Carter
- 1986 - Gordon Lightfoot
- 1987 - The Guess Who
- 1989 - The Band
- 1990 - Maureen Forrester
- 1991 - Leonard Cohen
- 1992 - Ian and Sylvia
- 1993 - Anne Murray
- 1994 - Rush
- 1995 - Buffy Sainte-Marie
- 1996 - David Clayton-Thomas, Denny Doherty, John Kay, Domenic Troiano, Zal Yanovsky
- 1997 - Gil Evans, Lenny Breau, Maynard Ferguson, Moe Koffman, Rob McConnell
- 1998 - David Foster
- 1999 - Luc Plamondon
- 2000 - Bruce Fairbairn
- 2001 - Bruce Cockburn
- 2002 - Daniel Lanois
- 2003 - Tom Cochrane
- 2004 - Bob Ezrin
- 2005 - The Tragically Hip
- 2006 - Bryan Adams
- 2007 - Bob Rock
- 2008 - Triumph
- 2009 - Loverboy
- 2010 - April Wine
- 2011 - Shania Twain
- 2012 - Blue Rodeo
- 2013 - k.d. lang
- 2014 - Bachman-Turner Overdrive
- 2015 - Alanis Morissette
- 2016 - Burton Cummings
- 2017 - Sarah McLachlan
- 2018 - Barenaked Ladies, Steven Page
- 2019 - Corey Hart, Andy Kim, Bobby Curtola, Chilliwack, Cowboy Junkies
- 2021 - Jann Harden
- 2022 - Deborah Cox
- 2023 - Nickelback, Guindon, Trooper, Terri Clark, Diane Dufresne, Oliver Jones
- 2024 - Maestro
- 2025 - Sum 41, Loreena McKennitt, Dan Hill, Ginette Reno